# Ivan Bajec
Ivan Bajec, slovenski rimskokatoliški duhovnik in misijonar, * 16. maj 1949, Malo Polje.

## Življenje in delo
Rodil se je v kmečki družini. Osnovno šolo je v letih 1956−1964 obiskoval na Colu in Črnem Vrhu. Po končani osnovni šoli je šel v Srednjo versko šolo v Vipavo, kjer je leta 1968 maturiral. Po odsluženju vojaškega roka v JLA je vstopil v ljubljansko bogoslovno semenišče in se vpisal na Teološko fakulteto. Posvečen je bil 29. junija 1974 v Kopru, novo mašo pa je pel 30. junija 1974 na Colu. Po novi maši je opravljal službo nedeljskega kaplana na Črnem Vrhu in končal študij teologije. V začetku leta 1976 je bil imenovan za rednega kaplana v Renčah, jeseni istega leta pa je odšel za misijonarja na Slonokoščeno obalo. Vmes je bil župnik župnije Lokev in župnijski upravitelj župnij Divača, Vatovlje in Vreme; ponovno je odšel v misijone na Slonokošeno obalo 2017?); imenovan je bil za monsinjorja. Po vrnitvi iz misijonov je od avgusta 2022 župnik v Štanjelu.